# Зелёный фургон (повесть)
«Зелёный фурго́н» — единственная повесть советского писателя А. В. Козачинского, принёсшая ему известность. Написана в 1938 году по просьбе его друга, известного писателя Евгения Петрова.
Сюжет основан на реальной истории молодости Александра Козачинского, который стал прототипом как главного героя повести Володи Патрикеева, так и конокрада Красавчика.

## Сюжет
Зимним вечером 1931 года в санатории города Гагры самоорганизовался клуб сочинителей, возглавляемый известным писателем Патрикеевым. Доктор Бойченко, лучший друг Патрикеева, представляет на суд клуба свою повесть, рассказывающую о жизни одесского уголовного розыска 1920-х годов, и приступает к чтению своего произведения…
Действие его происходит в послереволюционной Одессе и её окрестностях. В местечко Севериновку прибывает новый начальник отделения милиции, восемнадцатилетний бывший гимназист Володя. По приказу начальника оперативного отдела он вместе с местным жителем, младшим милиционером Грищенко, и агентом 2-го разряда Шестаковым (который до революции был метранпажем), борется с местными самогонщиками, конокрадами и спекулянтами. Но Володя мечтает о карьере Шерлока Холмса и вовсю применяет его методы при расследовании всех этих мелких правонарушений.
Но вскоре Володе приходится бросить вызов банде самого Червня — криминального «авторитета», который держит в страхе весь город. Поиски бандитов приводят его к конокраду Красавчику, в котором Володя узнаёт товарища, с которым они играли в футбол ещё до революции.

## Фактическая основа
Александр Козачинский служил инспектором уголовного розыска в Балтском уезде. Он бросил службу, похитив вместе c дезертиром, немецким колонистом Георгием Фечем, фургон с зерном, предназначенный в качестве взятки начальнику Балтского отдела милиции. Организовал банду, в которую вошли немецкие колонисты и бывшие колчаковцы. Банда, насчитывавшая свыше 20 членов, базировалась в районе посёлка немецких колонистов Люстдорф, антисоветски настроенные жители которого оказывали поддержку бандитам. Александр Козачинский лично планировал и руководил разбойными нападениями на районные конторы, поезда и зажиточных хозяев. Он пользовался большим авторитетом у бандитов и местного населения, особенно у женщин.
В 1922 году при попытке продать на Староконном рынке Одессы лошадей, угнанных из лазарета 51-й стрелковой дивизии, Козачинский и часть его людей попали в милицейскую засаду. Во время погони с перестрелкой Козачинский узнал в одном из инспекторов уголовного розыска своего гимназического друга Евгения Катаева (Петрова), которому и сдался.

## Издания
Повесть впервые была опубликована в 1938 году в альманахе «Год XXII» (выпуск 14-й). Книга трижды издавалась при жизни автора (три издания с 1938 по 1943 год).
Далее книга многократно переиздавалась.
Последнее издание относится к 2012 году:
- Красные дьяволята / Бляхин П. А. Зелёный фургон / А. В. Козачинский. — М.:, Эксмо, 2012. — ISBN 978-5-699-5351.

## Критика
В статье М. М. Поляковой указано, что повесть встретила горячий приём у читателей, критика отмечала её чудесный юмор, чистый, прозрачный язык. Там же указаны основные рецензии современников:
- Рагозин Е. Зелёный фургон. [Рецензия] // «Литературное обозрение», 1939, No 7.
- Цейтлин М. Зелёный фургон. [Рецензия] // «Молодая гвардия», 1939, No 4.
- Герман Ю. А. Козачинский. Зелёный фургон. [Рецензия] // «Звезда», 1940. — № 12. — С. 165.[6]

## Экранизации
Повесть дважды экранизировалась:
- Зелёный фургон (фильм, 1959) (ч/б, реж. Г. Габай),
- Зелёный фургон (фильм, 1983) (цвет., реж. А. Павловский).

В обеих экранизациях имели место отступления от сюжета повести.